# 拟凸函数

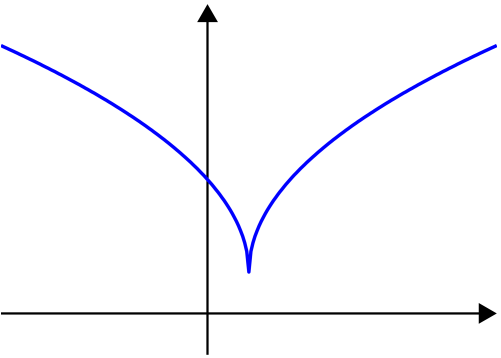
这个函数不是凸的，但是是拟凸的

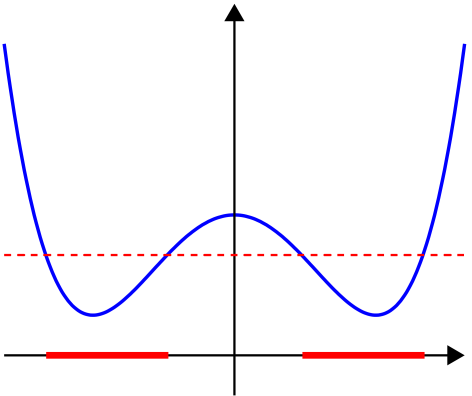
这个函数不是拟凸的

正態分布的概率密度函数是拟凹的，但不是凹的

拟凸函数（Quasiconvex function）是一类定义在实向量空间的区间或凸子集上的实值函数，且满足对任意实数{\displaystyle a}，{\displaystyle (-\infty ,a)}的原像都是凸集。反之如果原像都是凹集，则称为拟凹函数。
凸函数一定是拟凸函数，但反之则不然，因此拟凸函数是一个更广泛的概念。凹函数的情况也类似。

## 定义与性质
设函数{\displaystyle f:S\to \mathbb {R} }定义在实向量空间的凸子集{\displaystyle S}上。我们称{\displaystyle f}是拟凸的，如果对任意的{\displaystyle x,y\in S}和{\displaystyle \lambda \in [0,1]}都有
{\displaystyle f(\lambda x+(1-\lambda )y)\leq \max {\big \{}f(x),f(y){\big \}}}。
另一种等价的定义则是任何的{\displaystyle S_{\alpha }(f)=\{x\mid f(x)\leq \alpha \}}都是凸集。
如果有{\displaystyle f(\lambda x+(1-\lambda )y)<\max {\big \{}f(x),f(y){\big \}}}，则称{\displaystyle f}是严格拟凸的。
类似地，可以定义拟凹函数和严格拟凹函数。我们称{\displaystyle f}是拟凹的，如果对任意的{\displaystyle x,y\in S}和{\displaystyle \lambda \in [0,1]}都有
{\displaystyle f(\lambda x+(1-\lambda )y)\geq \min {\big \{}f(x),f(y){\big \}}}。
如果有{\displaystyle f(\lambda x+(1-\lambda )y)>\min {\big \{}f(x),f(y){\big \}}}，则称{\displaystyle f}是严格拟凹的。
如果一个函数既是拟凸的又是拟凹的，则称其为拟线性的。